# Валичі
45°22′ пн. ш. 14°26′ сх. д. / 45.37° пн. ш. 14.44° сх. д.
Валичі (хорв. Valići) — населений пункт у Хорватії, у Приморсько-Горанській жупанії у складі громади Єленє.

## Населення
Населення за даними перепису 2011 року становило 1 осіб.
Динаміка чисельності населення поселення:

## Клімат
Середня річна температура становить 12,93 °C, середня максимальна – 25,92 °C, а середня мінімальна – 0,43 °C. Середня річна кількість опадів – 1458 мм.
| Клімат поселення                              | Клімат поселення | Клімат поселення | Клімат поселення | Клімат поселення | Клімат поселення | Клімат поселення | Клімат поселення | Клімат поселення | Клімат поселення | Клімат поселення | Клімат поселення | Клімат поселення | Клімат поселення |
| Показник                                      | Січ.             | Лют.             | Бер.             | Квіт.            | Трав.            | Черв.            | Лип.             | Серп.            | Вер.             | Жовт.            | Лист.            | Груд.            |                  |
| Середній максимум, °C                         | 9,43             | 9,68             | 12,35            | 15,64            | 20,62            | 24,43            | 25,92            | 25,61            | 21,18            | 16,85            | 12,09            | 9,36             |                  |
| Середня температура, °C                       | 4,93             | 5,18             | 7,83             | 11,13            | 16,10            | 19,92            | 22,42            | 22,11            | 17,68            | 13,35            | 8,61             | 5,86             |                  |
| Середній мінімум, °C                          | 0,43             | 0,68             | 3,35             | 6,63             | 11,61            | 15,44            | 18,92            | 18,62            | 14,17            | 9,85             | 5,10             | 2,36             |                  |
| Норма опадів, мм                              | 118              | 96               | 107              | 110              | 96               | 116              | 74               | 100              | 137              | 177              | 178              | 149              |                  |
| Середньомісячна швидкість вітру, м/с          | 2.87             | 3.04             | 3.08             | 2.91             | 2.63             | 2.52             | 2.48             | 2.52             | 2.61             | 2.89             | 3.12             | 3.09             |                  |
| Середньомісячна сонячна радіація, кДж/м²·день | 4385             | 7208             | 10421            | 14868            | 19029            | 20557            | 21838            | 18661            | 13791            | 8926             | 4813             | 3680             |                  |
| --------------------------------------------- | ---------------- | ---------------- | ---------------- | ---------------- | ---------------- | ---------------- | ---------------- | ---------------- | ---------------- | ---------------- | ---------------- | ---------------- | ---------------- |
| Джерело:                                      |                  |                  |                  |                  |                  |                  |                  |                  |                  |                  |                  |                  |                  |